# Eruzione di Oruanui
L'eruzione di Oruanui è stata un'eruzione mega-colossale del vulcano Taupo, in Nuova Zelanda. Si tratta della più recente supereruzione, con un indice di esplosività vulcanica pari a 8. È anche una delle più forti eruzioni della storia della Nuova Zelanda.
L'eruzione è avvenuta intorno a 27mila anni fa ed ha generato circa 430 km³ di depositi piroclastici da ricaduta, 320 km³ di colate piroclastiche (PDC) – principalmente ignimbrite – e 420 km³ di materiale primario nella caldera, equivalente a 530 km³ di magma, per un totale di 1170 km³ di materiale eruttato.
L'eruzione è suddivisa in dieci fasi separate, sulla base di nove colate cartografate ed uno strato mal conservato, sebbene volumetricamente rilevante.
Diverse bocche eruttive si sono formate durante le fasi eruttive iniziali, mentre l'attuale caldera si è formata durante la decima e ultima fase. Il moderno lago Taupo, profondo 186 m, riempie parzialmente la caldera generata durante l'eruzione.
L'eruzione di Oruanui presenta molte caratteristiche insolite: la sua natura episodica, l'ampia gamma di depositi dispersi su un'area molto ampia e l'interazione complessa delle ricadute e dei flussi piroclastici.
I tefra dell'eruzione hanno ricoperto gran parte dell'Isola del Nord con fino a 200 metri di altezza di ignimbrite. Le ceneri si sono depositate su gran parte della Nuova Zelanda, con uno strato di cenere di 18 cm di spessore sulle isole Chatham, a mille chilometri di distanza. In seguito, l'erosione e la sedimentazione hanno avuto effetti di lunga durata sul paesaggio, causando lo spostamento del letto del fiume Waikato dalle pianure di Hauraki al suo attuale corso attraverso il Waikato, fino al mar di Tasmania.